# Бекасниця гірська
Бекасниця гірська (Rhagio montanus) — вид мух з родини Rhagionidae. Зареєстрований у Європі.